# Сівашур
Сівашу́р (рос. Сивашур) — невелика річка в Ярському районі Удмуртії, Росія, права притока Бармашурки.
Бере початок на Красногорської височині. Протікає спочатку на північ, потім повертає на захід та північний захід, впадає до річки Бармашурка. Має дві невеликі ліві притоки.
Річку двічі перетинає дорога Яр-Укан. На одній з приток раніше знаходився однойменний присілок.